# Lecanora conizaeoides
Lecanora conizaeoides és una espècie de fong liquenitzat.
És una planta indicadora pel fet de ser un dels líquens més resistents a la contaminació de les ciutats

## Refeències
1. ↑  Nyl. ex Cromb., 1885 In: J. Bot.Vol.: 23 p. 195
2. 1 2  Roskov Y., Kunze T., Paglinawan L., Orrell T., Nicolson D., Culham A., Bailly N., Kirk P., Bourgoin T., Baillargeon G., Hernandez F., De Wever A. (red). «Species 2000 & ITIS Catalogue of Life: 2013 Annual Checklist.».   Species 2000: Reading, UK., 2013. [Consulta: 8 setembre 2013].
3. ↑  LIAS: A Global Information System for Lichenized and Non-Lichenized Ascomycetes